# Produktionsbyrå
Produktionsbyrå är en mindre slags reklambyrå som arbetar närmare kunden med projekt som inte kräver en fullständig byråtjänst. Produktionsbyråer arbetar med att ta fram grafiska profiler, original till trycksaker, foldrar, webbplatser eller andra enklare marknadsföringsmaterial. Produktionsbyråer är inte lika många som reklambyråerna i Sverige men är på frammarsch tack vare behovet av att kunna arbeta nära sin grafiska producent.